# Ciboria
Ciboria es un género de hongos en la familia Sclerotiniaceae. Este género posee una distribución amplia, y contiene 21 especies. Fue circunscripto por el botánico alemán Karl Fuckel en 1870.

## Especies
- Ciboria acerina
- Ciboria aestivalis
- Ciboria alni
- Ciboria amentacea
- Ciboria americana
- Ciboria aschersoniana
- Ciboria batschiana
- Ciboria betulae
- Ciboria carunculoides
- Ciboria caucus
- Ciboria cistophila
- Ciboria juncorum
- Ciboria rufofusca
- Ciboria seminicola
- Ciboria viridifusca